# Platysteira chalybea
Platysteira chalybea е вид птица от семейство Platysteiridae.

## Разпространение
Видът е разпространен в Ангола, Габон, Екваториална Гвинея и Камерун.